# Lars Bülow
Lars Bülow (* 1984 in Rostock) ist ein deutscher Sprachwissenschaftler.

## Leben
Von 2004 bis 2009 absolvierte Lars Bülow ein Lehramtsstudium für das Gymnasium an der Universität Passau für die Fächer Deutsch, Geschichte und Philosophie/Ethik. Die Promotion (2009–2016) erfolgte ebenfalls an der Universität Passau im Fach Deutsche Sprachwissenschaft. Von 2016 bis 2018 war Lars Bülow sowohl wissenschaftlicher Mitarbeiter an der Universität Passau als auch Postdoc an der Universität Salzburg im Teilprojekt „Variation und Wandel dialektaler Varietäten in Österreich (in real und apparent time)“ des SFB „Deutsch in Österreich“. Ab März 2018 war er als Universitätsassistent (Postdoc) an der Universität Salzburg beschäftigt. Zwischen August 2019 und Januar 2020 hat er die Professur für Methoden der Soziolinguistik am Center for the Study of Language and Society (CSLS) an der Universität Bern im Rahmen einer Dozentur vertreten. Von März 2020 bis August 2022 war er Professor für Germanistische Sprachwissenschaft am Institut für Germanistik der Universität Wien, seit September 2022 hat er den Lehrstuhl für Germanistische Linguistik an der Ludwig-Maximilians-Universität München inne.
Von März bis September 2015 war Lars Bülow zudem Gastwissenschaftler an der Reichsuniversität Groningen (NL) (Applied linguistics research group). Anschließend war er von Oktober bis Dezember 2015 ebenfalls Gastwissenschaftler an der Universität Cambridge (UK) (German and Dutch Department). Im gleichen Zeitraum war es zudem Fellow am Wolfson College in Cambridge (UK).
Außerdem hat Lars Bülow im Rahmen von Lehraufträgen an den Universitäten in Augsburg, Innsbruck, Klagenfurt und Bern unterrichtet.
Seine Forschungsschwerpunkte sind Grammatik des Gegenwartsdeutschen, Sprache in den sozialen Medien (Internet-Memes und Sprache in Chats), Variationslinguistik, Syntax, Morphologie, Phonologie, Pragmatik, Sprachphilosophie, Korpuspragmatik, Text- sowie Medienlinguistik, Genderlinguistik, Sprache im Recht.

## Schriften (Auswahl)

### Monographien
- Sprachdynamik im Lichte der Evolutionstheorie – für ein integratives Sprachwandelmodell. Franz Steiner, Stuttgart 2017, ISBN 978-3-515-11531-5.
- mit Ulrike Krieg-Holz: Linguistische Stil- und Textanalyse. Eine Einführung. Narr, Tübingen 2016, ISBN 978-3-8233-6769-7.

### Herausgeberschaften
- mit Simone E. Pfenninger: Intra-speaker variation across time and space – Sociolinguistics meets psycholinguistics (= Linguistics Vanguard. 7 (s2)). De Gruyter, Berlin/Boston 2021.
- mit Michael Johann: Politische Internet-Memes – Theoretische Herausforderungen und empirische Befunde (= Texte und Diskurse. Band 4). Frank & Timme, Berlin 2019, ISBN 978-3-7329-0535-5.
- mit Simon Meier, Frank Liedtke, Konstanze Marx und Robert Mroczynski: 50 Jahre Speech Acts – Bilanz und Perspektiven (= Studien zur Pragmatik. Band 4). Narr, Tübingen 2019, ISBN 978-3-8233-8347-5.
- mit Kristina Herbert und Ann-Kathrin Fischer: Dimensions of linguistic space: variation – multilingualism – conceptualisations / Dimensionen des sprachlichen Raums: Variation – Mehrsprachigkeit – Konzeptualisierung (= Schriften zur deutschen Sprache in Österreich. Band 45). Peter Lang, Wien 2019, ISBN 978-3-631-78003-9.
- mit Jochen Bung, Rüdiger Harnisch und Rainer Wernsmann: Performativität in Sprache und Recht (= Sprache und Wissen. Band 23). De Gruyter, Berlin 2016, ISBN 978-3-11-046264-7.

### Aufsätze
- mit Philip C. Vergeiner und Dominik Wallner: Reihenschritte im rezenten Lautwandel? Ergebnisse einer real- und apparent-time-Untersuchung zur Entwicklung der Vokalreihe mhd. ê – œ – ô im Süd- und Südmittelbairischen. In: Zeitschrift für Sprachwissenschaft. Band 40, Nr. 1, 2021, S. 31–64 doi:10.1515/zfs-2021-2023.
- mit Philip C. Vergeiner: Intra-individual variation across the lifespan: Results from an Austrian panels study. Linguistics Vanguard 7 (s2). De Gruyter, Berlin 2021, doi:10.1515/lingvan-2020-0026, S. 1–11.
- mit Simone E. Pfenninger: Reconciling approaches to intra-individual variation in psycholinguistics and variationist sociolinguistics. Linguistics Vanguard 7 (s2). De Gruyter, Berlin 2021, doi:10.1515/lingvan-2020-0027, S. 1–10.
- mit Kees De Bot: Cognitive Factors of Language Contact. In Evangelia Adamou, Yaron Matras (Hrsg.): Routledge Handbook of Language Contact. Routledge, London 2020, S. 168–184.
- mit Philip C. Vergeiner, Hannes Scheutz, Dominik Wallner und Stephan Elspaß.Wie regelhaft ist Lautwandel? Grundsätzliche Überlegungen anhand einer Fallstudie zu mhd. ô in den bairischen Dialekten Österreichs und Südtirols. In: Zeitschrift für Dialektologie und Linguistik. Band 86, Nr. 1, 2019, S. 5–50.
- mit Michael Johann: One Does Not Simply Create a Meme: Conditions for the Diffusion of Internet Memes. In: International Journal of Communication. Band 13, 2019, S. 1–23.
- mit Marie-Luis Merten und Michael Johann: Internet-Memes als Zugang zu multimodalen Konstruktionen. In: Zeitschrift für Angewandte Linguistik. Band 69, 2018, S. 1–32.
- mit Matthias Herz: Diskursive Kämpfe ums Geschlecht. Gender Studies, ihre Gegner/innen und die Auseinandersetzung um Wissenschaftlichkeit und korrekten Sprachgebrauch. In: Antje Baumann, André Meinunger (Hrsg.): Die Teufelin steckt im Detail: Zur Debatte um Gender und Sprache. Kadmos, Berlin 2017, ISBN 978-3-86599-287-1, S. 148–195.
- mit Christoph Schamberger: Die Logik indikativischer wenn-Sätze. Eine philosophisch-linguistische Studie zum konditionalen und konzessiven Gebrauch des Subjunktors wenn. In: Zeitschrift für Germanistische Linguistik. Band 41, Nr. 2, 2013, S. 277–298.